# يوهانا ديكر
يوهانا ديكر (بالألمانية: Johanna Decker)‏ هي أعصابياتية ألمانية، ولدت في 19 يونيو 1918 في نورنبرغ في ألمانيا، وتوفيت في 9 أغسطس 1977 في زيمبابوي.